# Моллі Сейдел
Моллі Сейдел (12 липня 1994 , Гартленд, Вісконсин ) — американська легкоатлетка, що спеціалізується на марафонському бігу, бронзова призерка Олімпійських ігор 2020 року.

## Кар'єра
| Рік             | Змагання                | Місце проведення        | Місце           | Дисципліна      | Результат       | Примітки        |
| Представник США | Представник США         | Представник США         | Представник США | Представник США | Представник США | Представник США |
| --------------- | ----------------------- | ----------------------- | --------------- | --------------- | --------------- | --------------- |
| 2020            | Олімпійський відбір США | Атланта, США            | 2               | марафон         | 2:27:31         |                 |
| 2020            | Лондонський марафон     | Лондон, Велика Британія | 6               | марафон         | 2:25:13         |                 |
| 2021            | Олімпійські ігри        | Токіо, Японія           | 3               | марафон         | 2:27:46         |                 |
| 2021            | Нью-Йоркський марафон   | Нью-Йорк, США           | 4               | марафон         | 2:24:42         |                 |